# Innamo

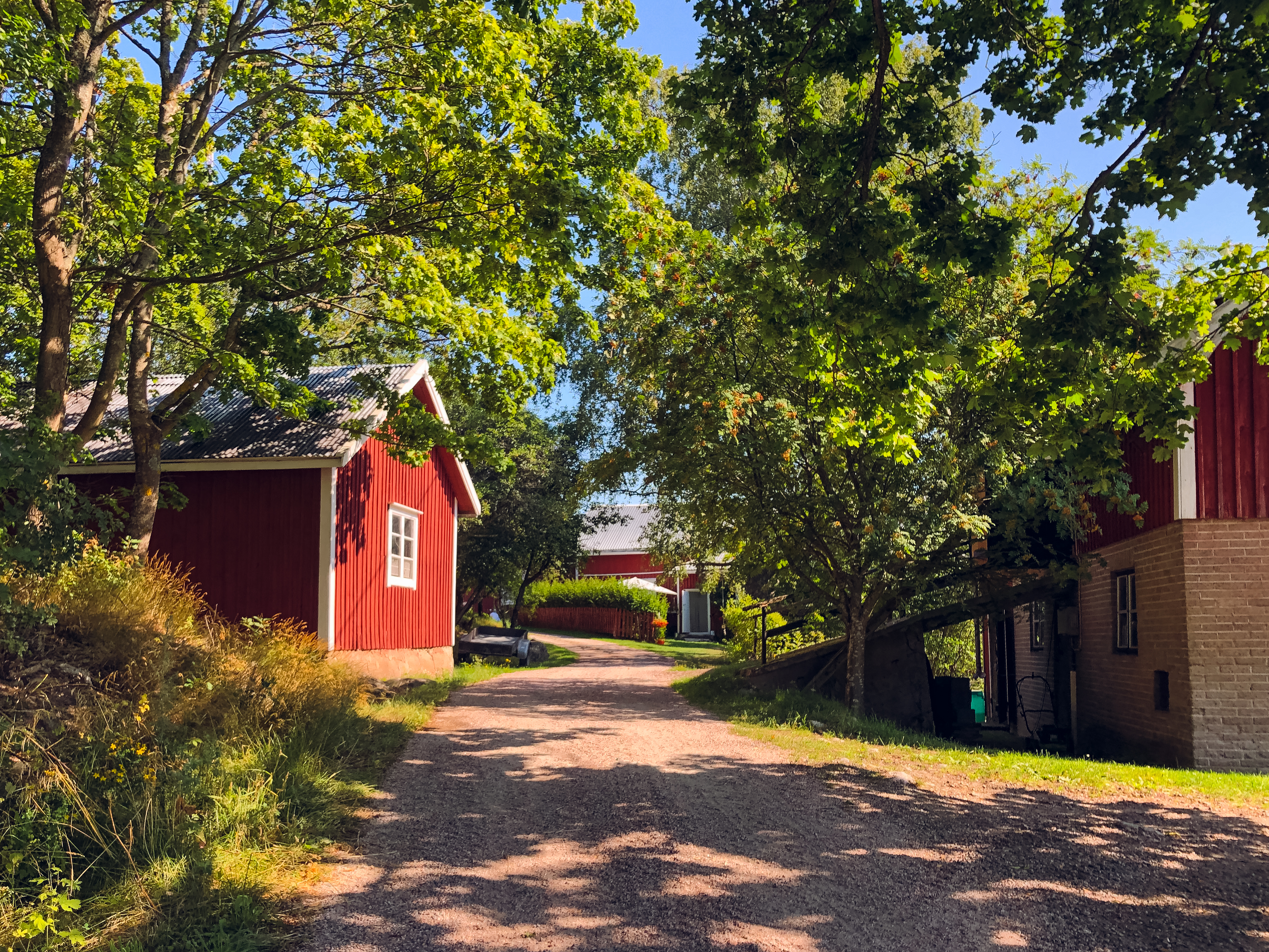
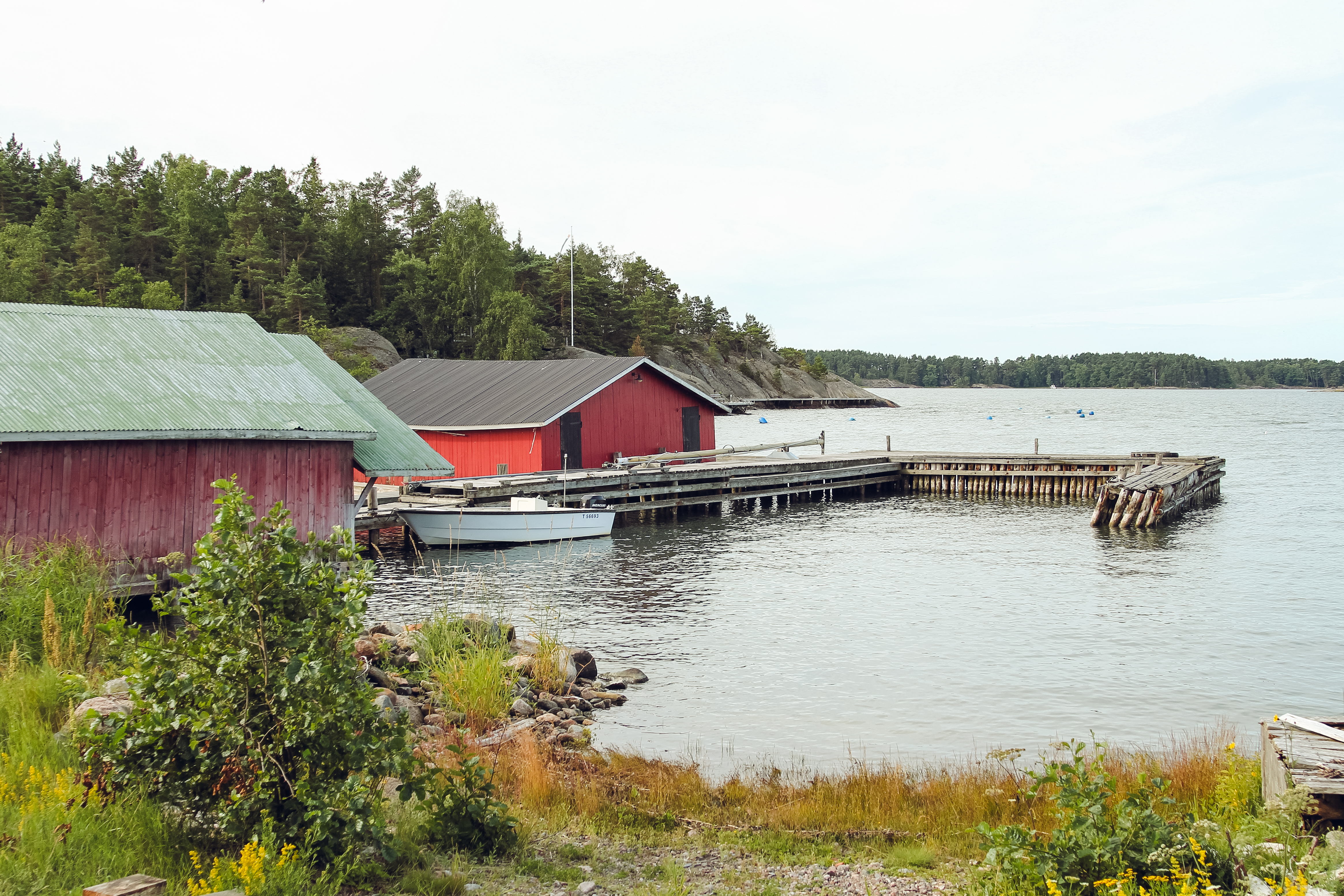
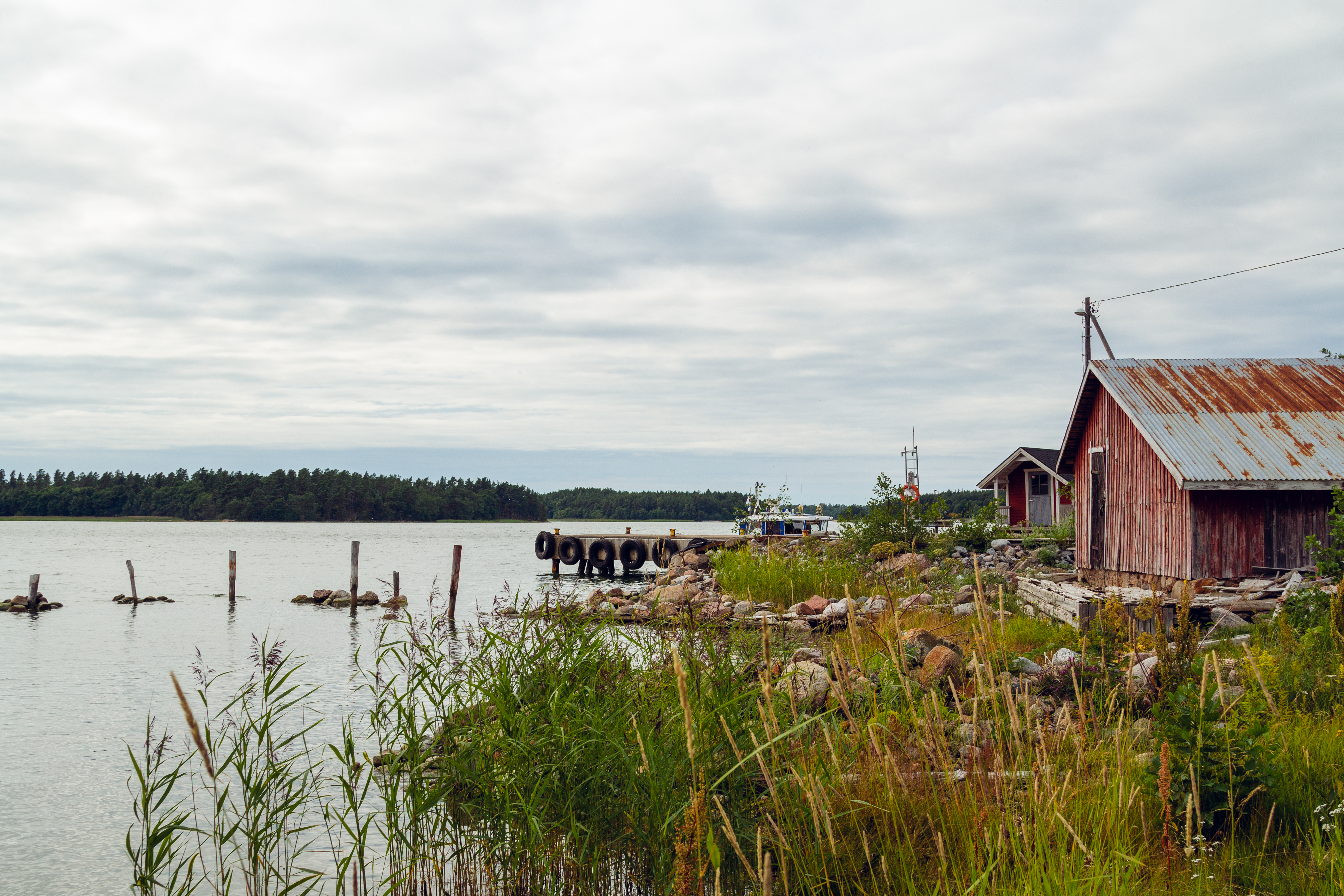
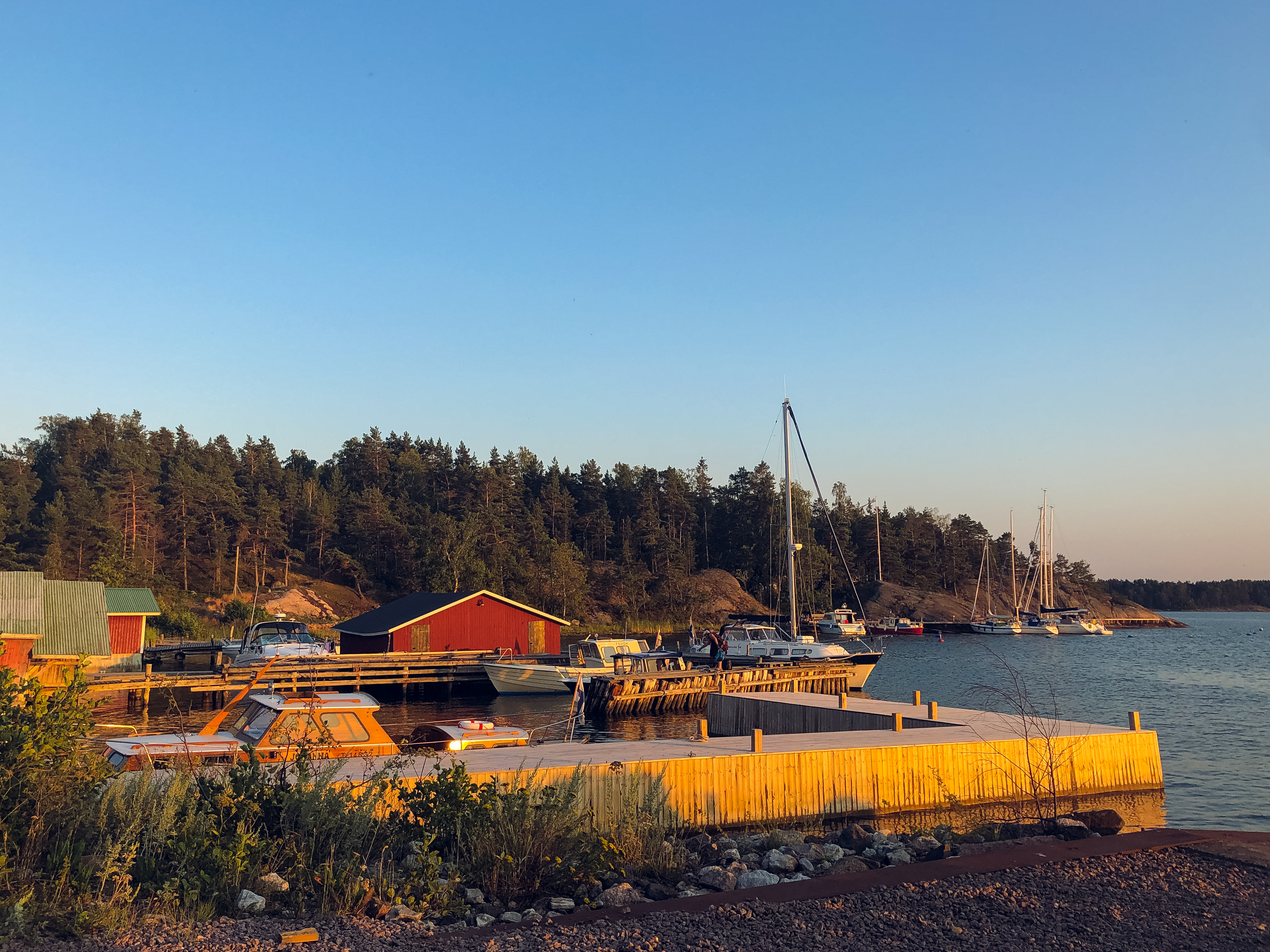
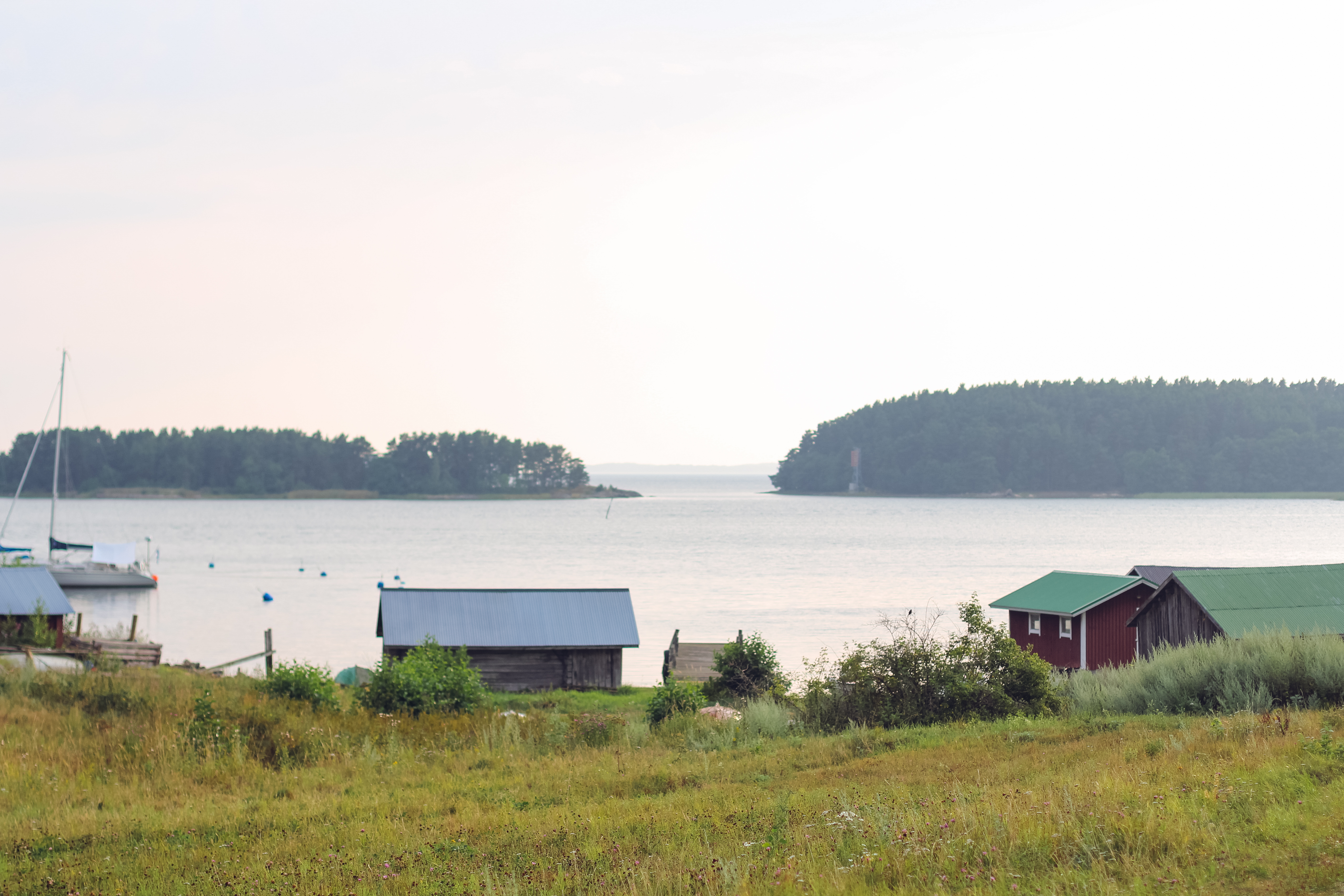
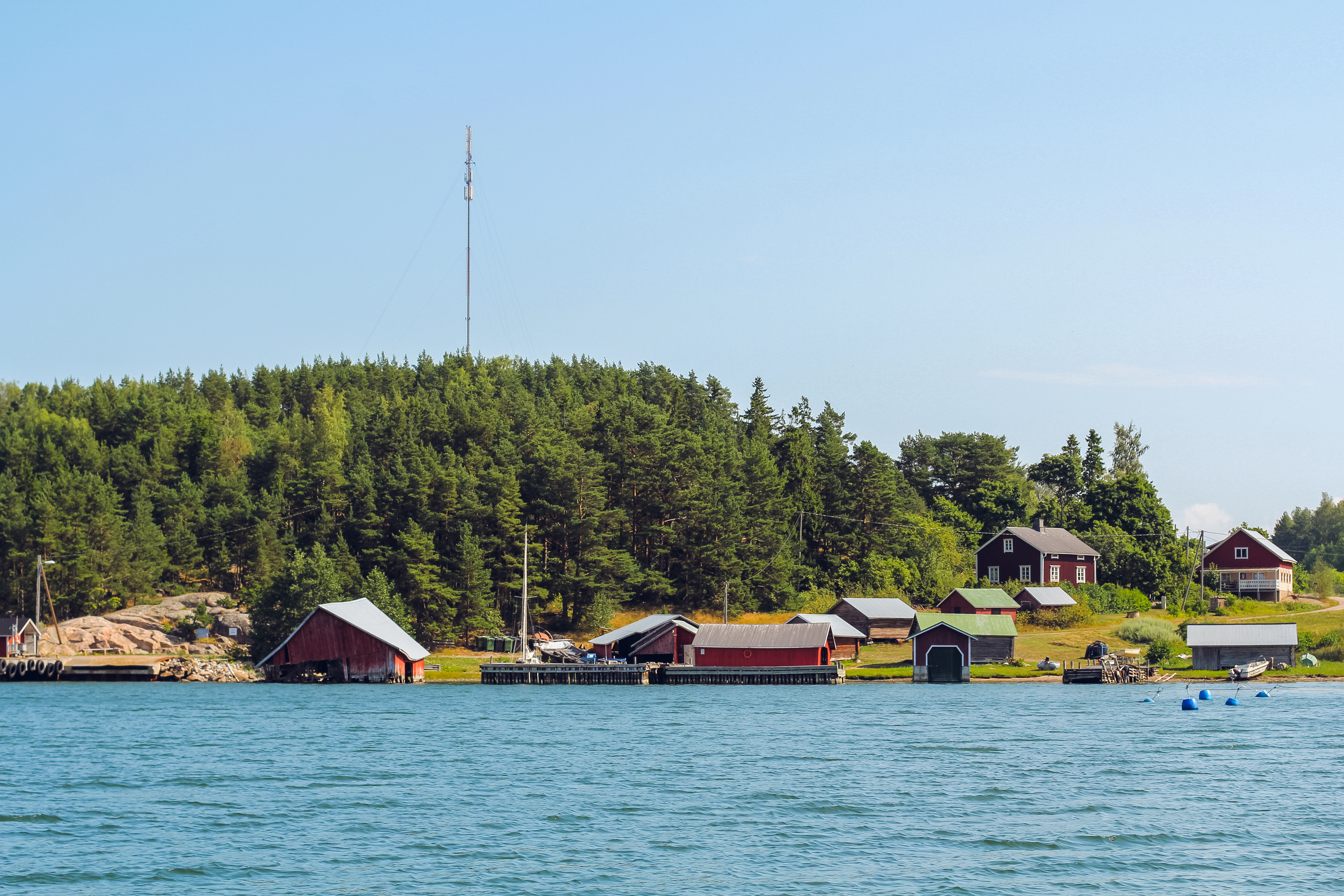
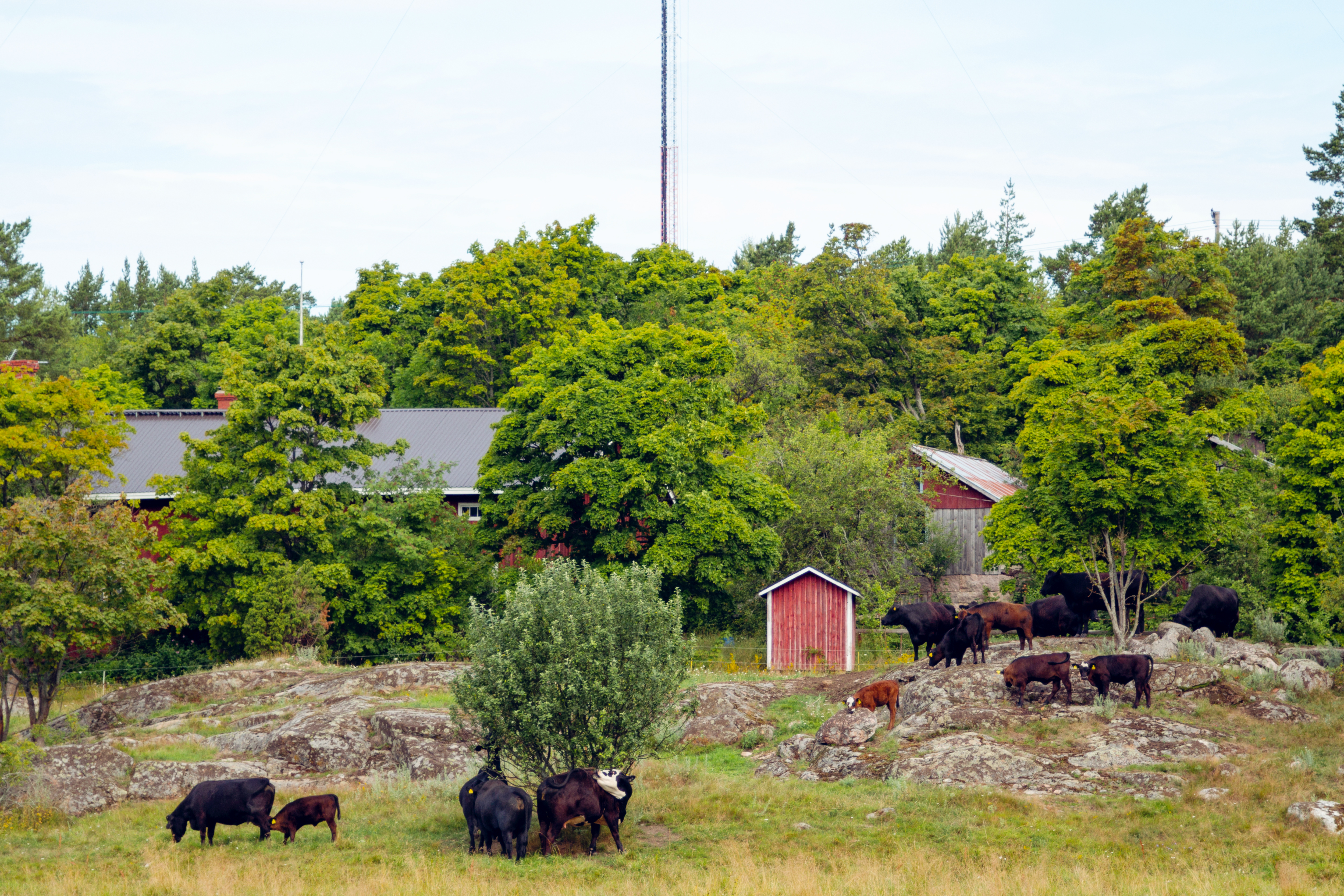

Innamo är en ö i Finland.   Den ligger i kommundelen Nagu i Pargas stad i den ekonomiska regionen  Åboland  och landskapet Egentliga Finland. Ön ligger omkring 10 kilometer nordväst om Nagu kyrka,  36 kilometer sydväst om Åbo och 170 km väster om Helsingfors. Förbindelsebåten M/S Falkö trafikerar Innamo. Arean är 2,8 kvadratkilometer.
Terrängen på Innamo är mycket platt. Öns högsta punkt är 40 meter över havet. Den sträcker sig 2,0 kilometer i nord-sydlig riktning, och 2,2 kilometer i öst-västlig riktning.